# Chavarriella excelsa
Chavarriella excelsa là một loài bướm đêm trong họ Geometridae.